# NGC 413
NGC 413 是鲸鱼座的一個螺旋星系。該天體於1886年由美國天文學家法蘭斯·萊文沃思所發現。約翰·路易·埃米爾·德雷耳在觀測時認為該天體非常微弱而且非常小。